# ティルピッツ (戦艦)
座標: 北緯69度38分50秒 東経18度48分30秒 / 北緯69.64722度 東経18.80833度
| 1944年、アルタフィヨルド内で停泊するティルピッツ。舷側に描かれた迷彩模様が判る | |
| 艦歴                                                                           | |
| 発注                                                                           | 1935年 |
| 起工                                                                           | 1936年11月2日 |
| 進水                                                                           | 1939年4月1日 |
| 就役                                                                           | 1941年2月25日 |
| その後                                                                         | 1944年11月12日、カテキズム作戦によって沈没 1948年、解体・撤去 |
| 性能諸元                                                                       | |
| 排水量                                                                         | 基準：42,900トン 満載：53,500トン |
| 全長                                                                           | 253.6m （水線長）241.7m |
| 全幅                                                                           | 36.0m |
| 喫水                                                                           | 9.9m |
| 機関                                                                           | ワーグナー式高圧重油専焼缶12基 ブラウン・ボベリー式ギヤード・タービン3基3軸 163,026hp=30.8ノット |
| 最大速                                                                         | 30.8ノット（57.0km/h） |
| 航続距離                                                                       | 9,280海里（17,200km）（16ノット（30km/h）時） |
| 乗員                                                                           | 2,608名 |
| 兵装                                                                           | 38cm（48.5口径）連装砲x4基 15cm（55口径）連装砲x6基 10.5cm（65口径）連装高射砲x8基 37mm（83口径）連装機関砲x8基 20mm（65口径）4連装機関砲x2基 20mm（65口径）単装機関砲x12基（1941年5月時） |
| 装甲                                                                           | 舷側 315mm（水線面上部） 145mm（第一甲板舷側部） 170mm（水線面下部） 上甲板 50-80mm 装甲甲板 80-120mm 主砲塔 360mm（前盾） 220mm（側盾） 320mm（後盾） 130mm（天蓋） 副砲塔 100mm（前盾） 80mm（側盾） 40mm（後盾） 40mm（天蓋） バーベット部 340mm 司令塔 350mm（前盾） 350mm（側盾） 200mm（後盾） 220mm（天蓋） |
| 搭載機                                                                         | アラド Ar 196 A-3水上偵察機x4機 カタパルトx1基 |

ティルピッツ（Tirpitz）は、第二次世界大戦時のドイツ海軍の戦艦（独：Schlachtschiff）。ビスマルク級の2番艦。名前は第一次世界大戦時の海軍元帥アルフレート・フォン・ティルピッツにちなむ。ドイツが建造した最後の戦艦であり、また、ドイツ海軍軍人の名を冠した唯一の戦艦であった。
イギリスが発動したパラヴェーン作戦によって停泊中のティルピッツは戦略爆撃機ランカスターの爆撃を受け大破、航行不能に陥り、カテキズム作戦によって同じくランカスターの爆撃を受け完全に沈没することとなった。

## 艦歴
1936年11月2日、ヴィルヘルムスハーフェン海軍工廠にて起工、1939年4月1日に進水し、1941年2月25日に就役した。姉妹艦の「ビスマルク」よりも排水量や武装・航続距離など若干上回っていた。1941年中はバルト海における戦闘訓練に専念。だが、建造の遅れ、ドイツの開戦が予定よりも早まったこと、イギリス海軍の予想外の素早い行動により、ティルピッツの海軍編入時、すでにビスマルクは失われており、当初予定されていたビスマルクとの通商破壊共同作戦をとることはできなかった。しかし、イギリス海軍は常にティルピッツの外洋出撃に備え、それなりの戦力を本国に温存待機させておかざるを得ず、ティルピッツは、現存艦隊主義的な運用を行えたともいえた。（悪く言えば出撃しないまま死蔵されることになった）
1942年1月、ティルピッツはノルウェー水域に派遣された。ティルピッツは、バルト海からキール運河を経由して1月16日にトロンハイムに着いた。3月6日、偵察機が前日にヤンマイエン島南方で発見した敵船団PQ12を攻撃するため、3隻の駆逐艦「フリードリヒ・イーン」「ヘルマン・シェーマン」「Z25」を伴ってトロンハイムを出撃した（Operation Sportpalast）。しかし、敵船団は発見できず、戦果は7日に駆逐艦が沈めたQP8船団の落伍船1隻のみであった。9日、船団攻撃を断念しトロンハイムへ戻る途中のドイツ艦隊は、イギリスの偵察機に発見され、続いて空母「ヴィクトリアス」から発進したアルバコア雷撃機12機の攻撃を受けたが損害はなく、ヴェストフィヨルドに避難後、13日、トロンハイムに帰投した。7月5日にもPQ17船団の攻撃に出撃（Operation Rösselsprung）。
1943年9月、ティルピッツはスピッツベルゲン島に対して艦砲射撃を行った（Operation Sizilien）。なお、これに先んじて、同年3月23-24日にティルピッツは駆逐艦用の55.3cm 4連装魚雷発射管を両舷に1基ずつ装備している。
ティルピッツは最初はトロンハイムにいたためイギリス空軍機による攻撃を何度も受けた。そのため、攻撃範囲外のアルタフィヨルドへ移動した。チャーチル首相は、ティルピッツを「怪物」としてその出撃を恐れ、これを沈めるべく、人間魚雷「チャリオット」による攻撃作戦（タイトル作戦）を実施したが失敗した。しかし続く9月22日、アルタフィヨルドでイギリス軍のX艇による攻撃（ソース作戦）では、ティルピッツの船底にX艇から2,000kg爆弾（X艇は舷側に爆弾を搭載し、艦艇下でそれを海底に投下する方法で攻撃する潜航艇のこと）損害を与えることに成功、ティルピッツは一時航行不能となった。
ティルピッツは1944年3月修理を完了し、その後フィヨルド内から出港せず温存された。
ティルピッツはこのような経緯からあまり目立った活動ができず、外洋へ出ての攻撃という本来の任務も果たせなかったため、艦隊作戦にも通商破壊にも使われないまま数年間に亘って息を潜めていたようなことから"孤独の女王"とも呼ばれていた。
1944年4月3日、ティルピッツはイギリスの空母「ヴィクトリアス」「フューリアス」の艦載機による空襲（タングステン作戦）を受け、多数の命中弾を受けた。その後もイギリス軍は4月24日・5月15日・5月28日・7月17日（マスコット作戦）・8月22日・8月24日・8月29日に空襲を行ったが、8月24日の攻撃以外では命中弾はなかった。8月24日の空襲では2発の爆弾が命中したが、1発は不発であり、もう1発も砲塔の天蓋に命中してわずかな損害を与えたのみであった。9月15日、ティルピッツはパラヴェーン作戦におけるソ連領内から発進したイギリス空軍のランカスター爆撃機の攻撃を受けて5トン爆弾（トールボーイ）1発が命中し、外洋航海や本国回航が不可能となるほどの大損害を受けた。10月、トロムソへ移動。11月12日、トロムソ西方のハーコイ（Håkøya）島の南岸に着底して砲台とする作業中に、イギリス空軍の第617爆撃機中隊のランカスター爆撃機によるトールボーイを使用した爆撃（カテキズム作戦）を受け命中弾3、至近弾1により大破横転しそのまま沈没着底した。1,000人以上の乗組員が艦内に閉じこめられ、うち半数が犠牲となった。
ティルピッツはそのまま第二次大戦が終わるまで放置された。1948年から1957年にかけて、ドイツとノルウェーの合弁会社によって転覆したままの状態で現地で解体された。
ビスマルク型戦艦はドイツ海軍最強の戦艦であったが、フッドを撃沈したビスマルクと異なり、ティルピッツは目立った作戦行動と活躍を行えないまま生涯を終えた。だが、撃沈されるまでイギリス海軍、とりわけチャーチルがこれを脅威とみなして対抗戦力をイギリス本国に残し続けたため、結果としてイギリス海軍の前線戦力を長期間割り引かせ続けた。

## 艦長
- カール・トップ（Karl Topp） - 1941年2月25日 - 1943年2月21日
- ハンス・マイヤー（Hans Karl Meyer） - 1943年2月22日 - 1944年5月
- ヴォルフ・ユンゲ（Wolf Junge）- 1944年5月 - 1944年11月
- ローベルト・ヴェーバー（Robert Weber）- 1944年11月 - 1944年11月12日（戦死）

## 写真

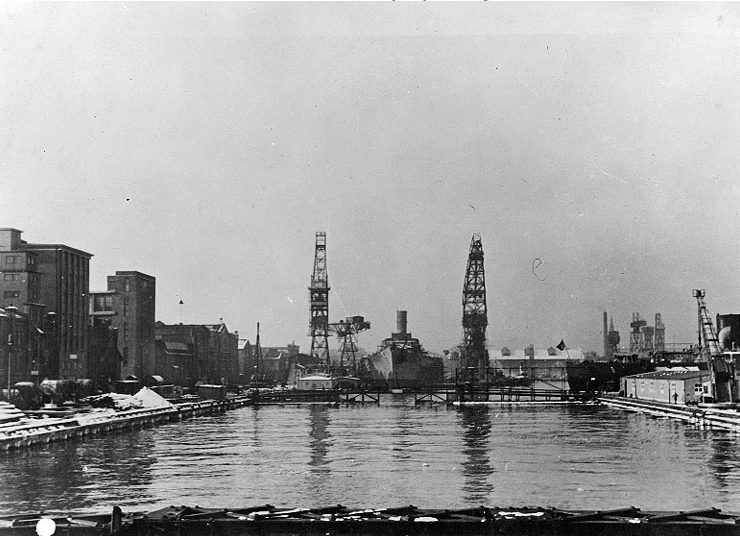
建造中のティルピッツ（中央）
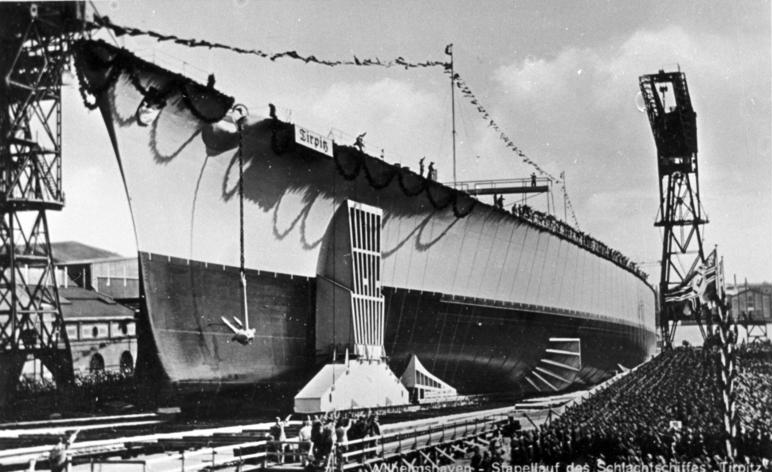
進水するティルピッツ
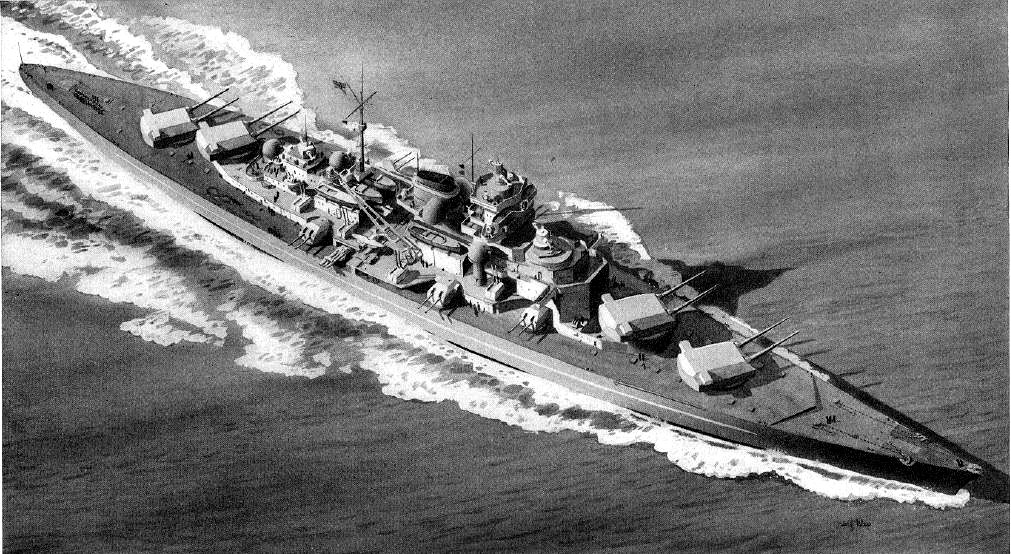
航行するティルピッツ。その高速力は実戦ではほとんど活かされなかった
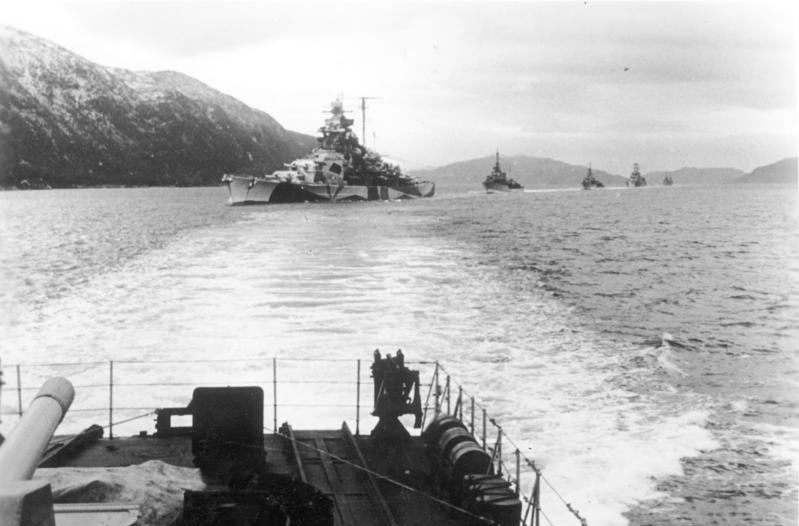
駆逐艦を引き連れて航行するティルピッツ
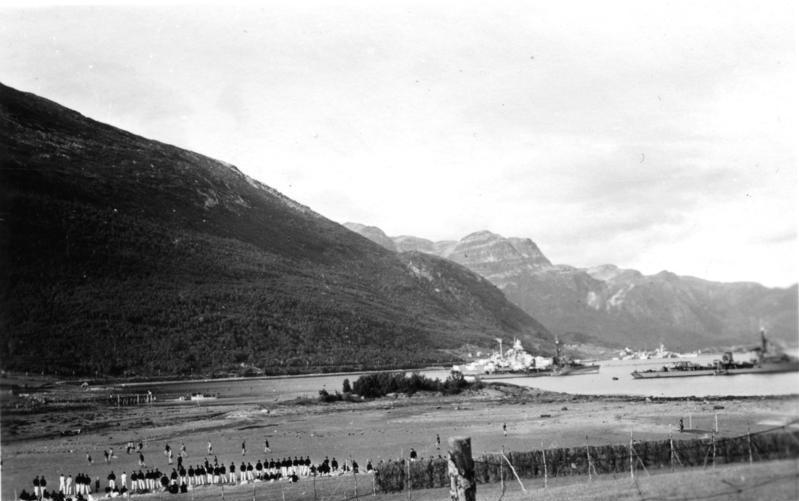
駆逐艦と共に、フィヨルドに向かうティルピッツ
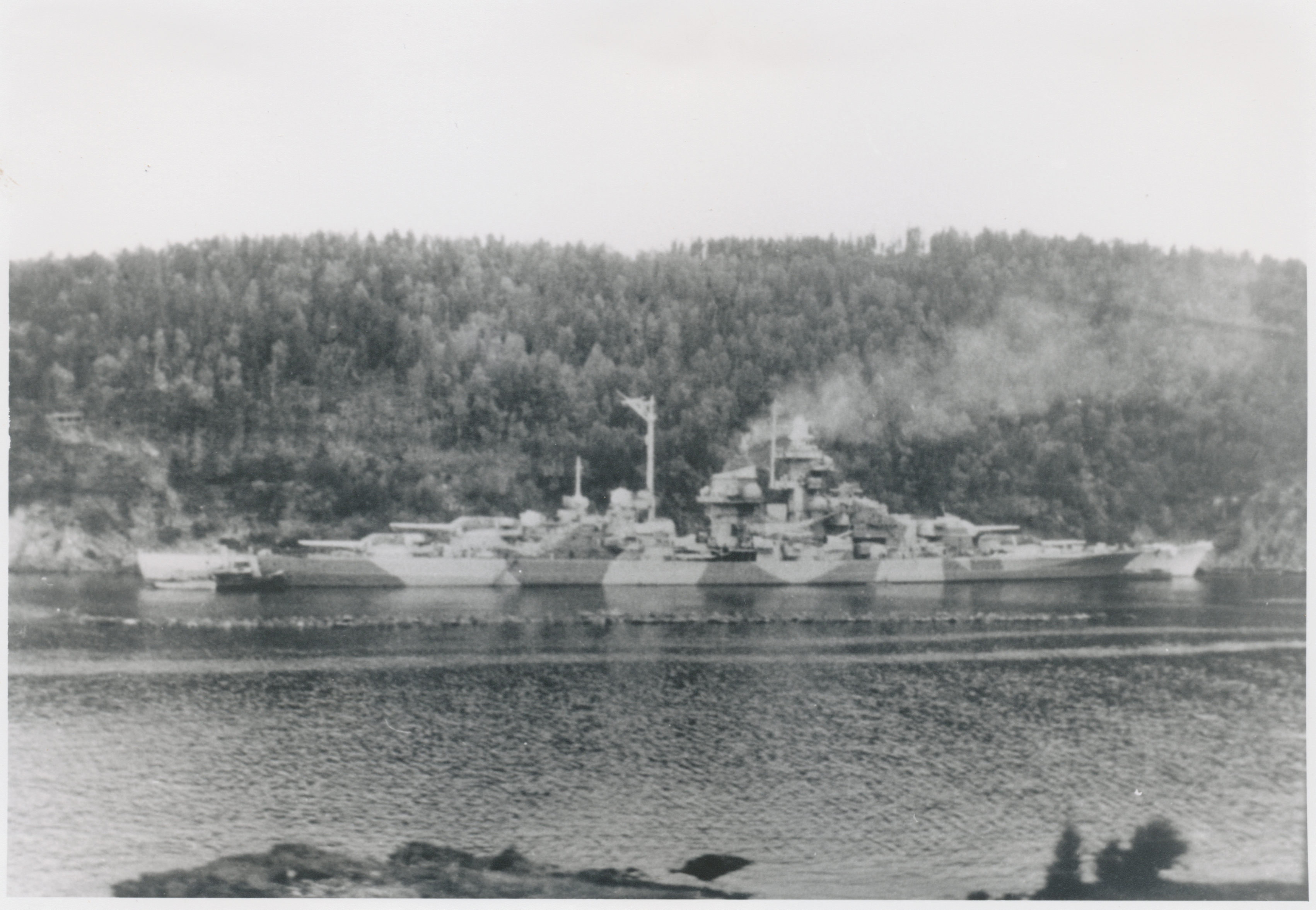
フィヨルド内で機関を稼働中のティルピッツ
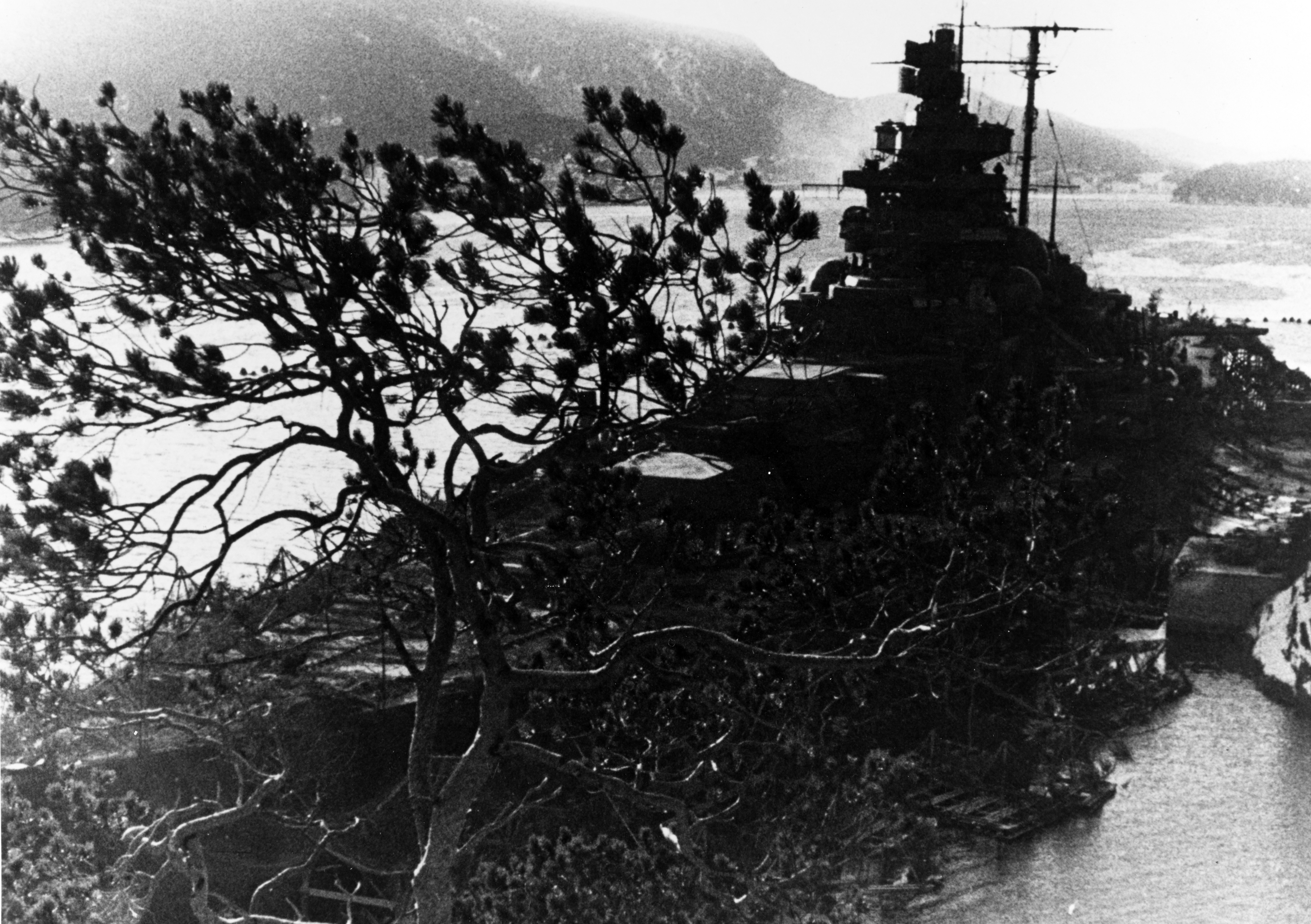
偽装を施してフィヨルド内に停泊するティルピッツ
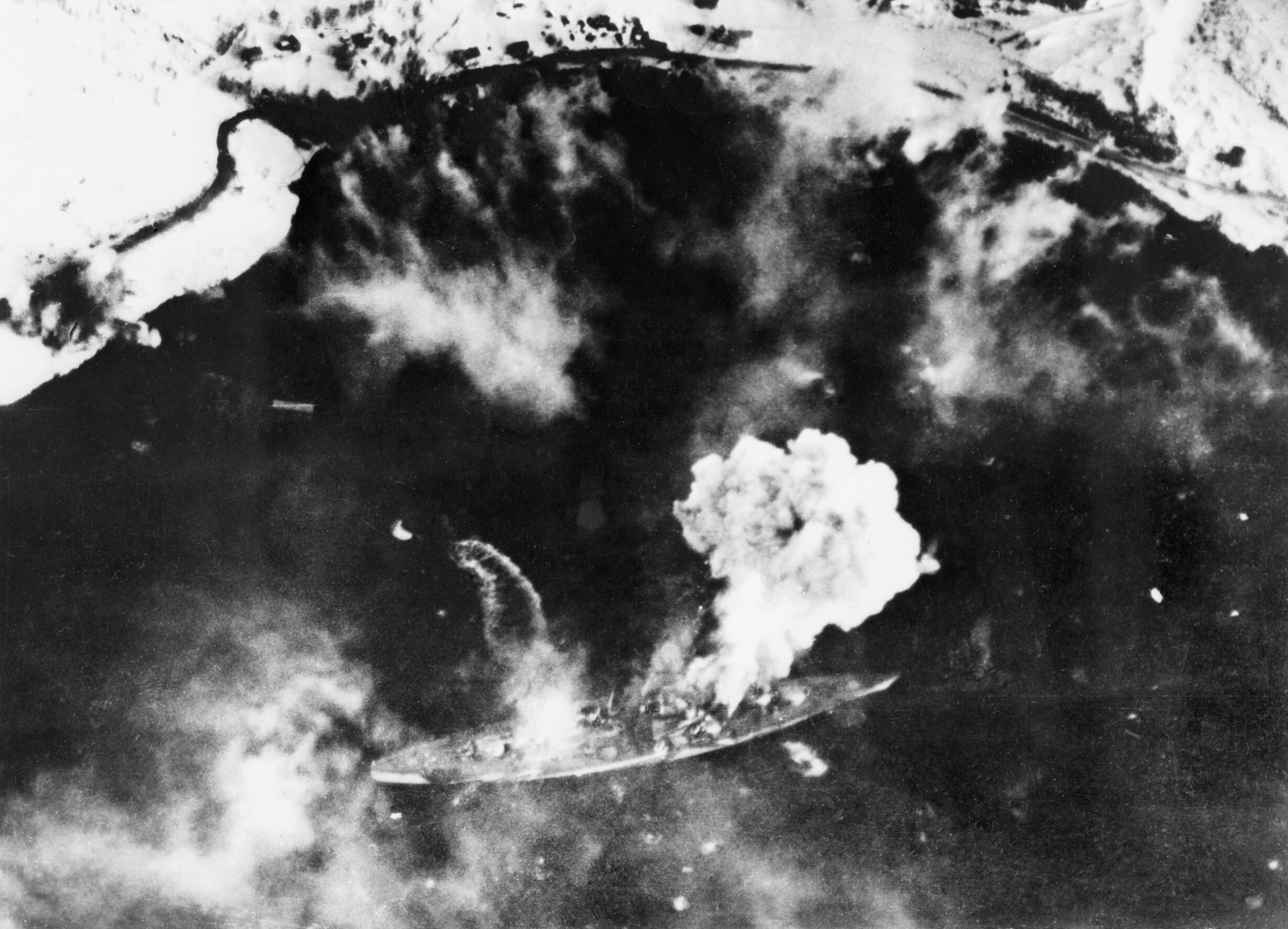
イギリス海軍の空襲を受けるティルピッツ
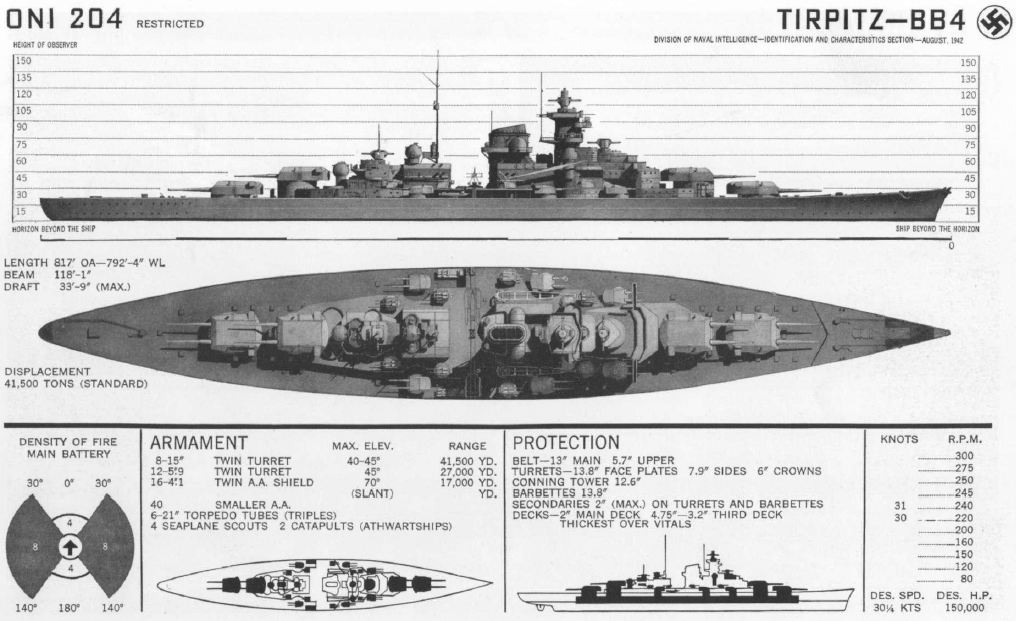
アメリカ軍の識別図
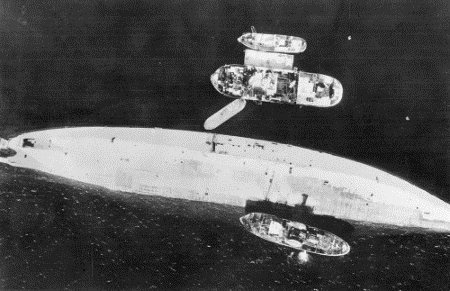
大破横転し、船腹を晒すティルピッツ